# Hafen Niehl I

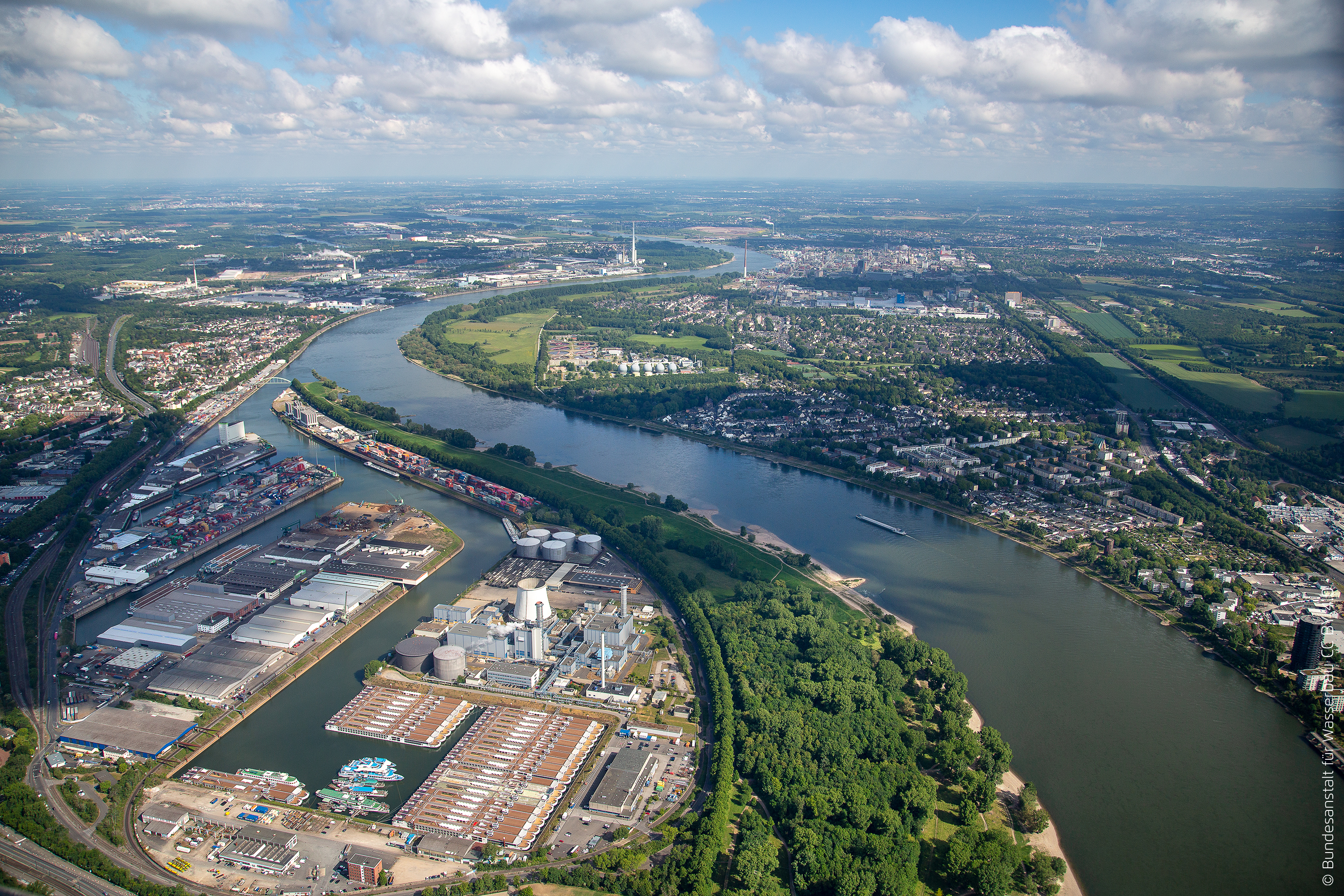
Hafen Niehl I im Luftbild im Mai 2020

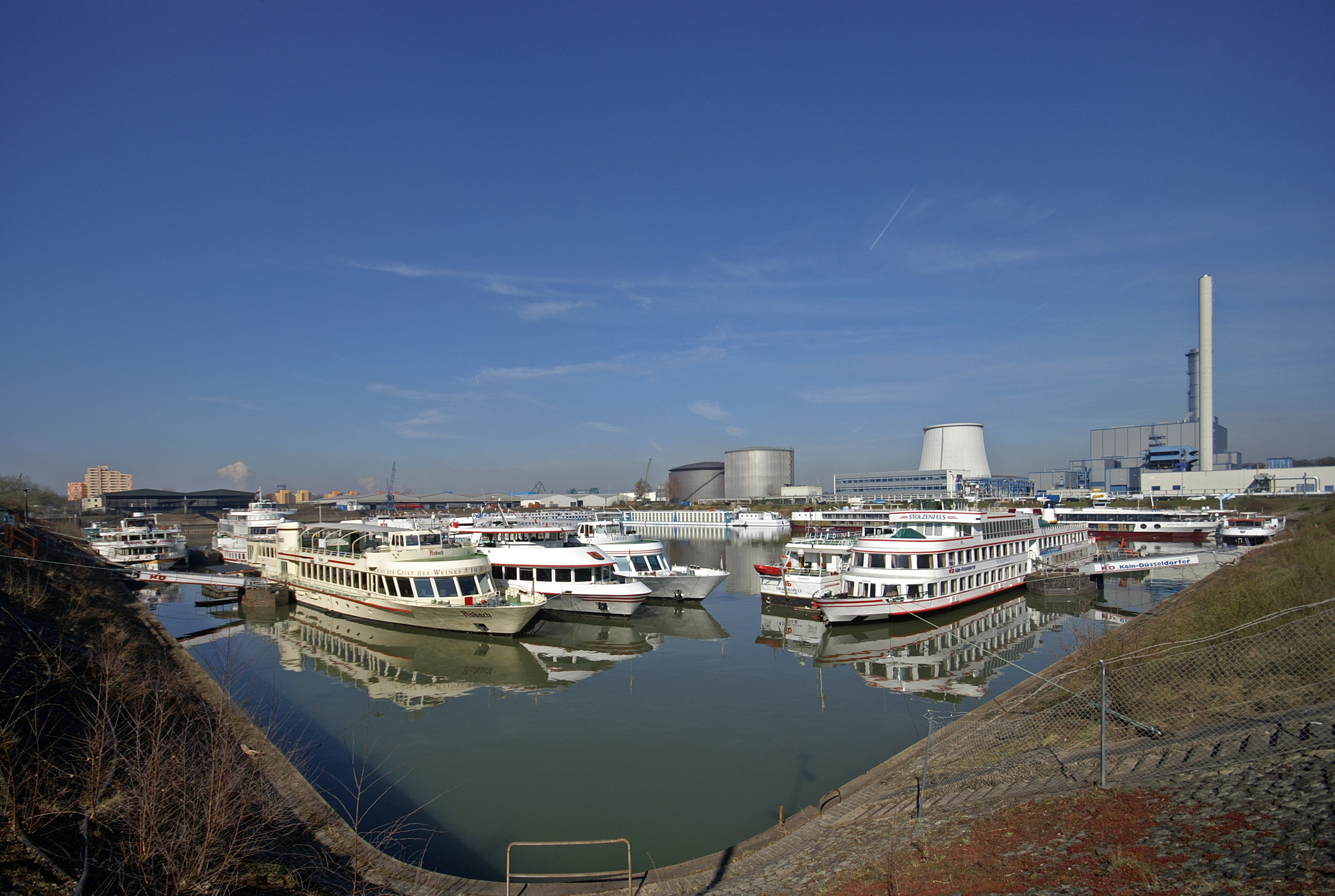
Becken 4a, der „KD-Hafen“ (2011)

Der Niehler Hafen (oder auch Hafen Niehl I) ist einer der sechs Kölner Häfen mit Güterumschlag in Köln-Niehl und wird von der RheinCargo betrieben. Die Einfahrt liegt am Niederrhein bei Kilometer 695,8 links.

## Geschichte
Nach dem Hochwasser vom Dezember 1740 begann die Stadt zwischen 1741 und 1745 mit der Errichtung des Niehler Damms. Der Rat der Stadt Köln beschloss am 16. März 1921 die Anlage des Niehler Hafens. Im Mai 1922 begannen die Erdarbeiten, im Juli 1923 waren über 3000 Arbeiter mit dem Hafenbau beschäftigt. Sie wurden zu einem beträchtlichen Teil aus der Erwerbslosenfürsorge bezahlt. Bis 1925 erfolgte ein erster Teilausbau des Niehler Hafens, das Vorbecken erhielt 1927 ein Lagerhaus.
Im Zweiten Weltkrieg wurde der Hafen durch Luftangriffe vollständig zerstört. 1948 waren Kaimauern und einige Umschlagseinrichtungen wieder betriebsbereit. Der Vorkriegszustand wurde 1957 wieder erreicht. Dabei entstanden die heutige Hafeneinfahrt mit dem Westkai und das Becken 1.
Ab 1959 wurde Niehl I zum flächenmäßig größten Kölner Hafen ausgebaut; 1977 waren die Arbeiten beendet.
Am 19. Dezember 1929 landete das erste Katapultflugzeug vom Typ Heinkel HE 12 (D 1717 New York) im Rahmen des Postdienstes von Überseedampfern. Es war auf dem Dampfer Bremen stationiert und wurde von dort mittels eines Katapults gestartet, um für Deutschland bestimmte Postsäcke zum Niehler Hafen zu bringen. Hier wurden die Sendungen neu sortiert und vom Flughafen Köln-Butzweilerhof deutschlandweit verteilt. Das letzte Wasserflugzeug soll nach dem Zweiten Weltkrieg ebenfalls dort von der Royal Navy stationiert gewesen sein.  Die Belgischen Streitkräfte in Köln nutzten den Niehler Hafen als Treibstoffdepot und auch für die Rheinflottille.

## Hafen
Der Hafen Köln-Niehl I wird von der RheinCargo betrieben. Die vier Hafenbecken haben eine Wasserfläche von 472.700 m². Die Landfläche beträgt 837.300 m², so dass Niehl I mit einer Gesamtfläche von 1,4 Millionen m² der flächenmäßig größte der Kölner Häfen ist.
11 RheinCargo-eigene Krananlagen und ein Firmenkran sind im Einsatz. Drei Anlagen für Flüssiggut und zwei Trockenumschlagshallen runden das Angebot ab.
Über die Hafeneinfahrt führt seit 1986 eine Brücke für Fußgänger und Radfahrer. Die Brücke ist Teil des Rheinradweges Rheinradweg (EV15). Sie verbindet die Straße Am Molenkopf mit dem Niehler Damm.
Im Hafen Niehl I wurden im Jahr 2011 rund 514.000 TEU mit fünf Container-Kranbrücken und Reach-Stackern umgeschlagen. Der Gesamtumschlag lag 2011 bei rund 2,1 Millionen Tonnen. Die wasserseitige Ausladung beträgt bei zwei Kranbrücken 36 Meter. So können zwei nebeneinander liegende Schiffe abgefertigt werden.
Die vier Hafenbecken sind entsprechend des Errichtungszeitraumes nummerisch gekennzeichnet. Es gibt fünf Kais im Hafen Köln-Niehl 1 am Becken 1 der Westkai, zwischen Becken 1 und 2 der Lagerhauskai, zwischen Becken 2 und 3 der Stapelkai und zwischen 3 und 4 der Hansekai. Zusätzlich gibt es am Molenkopf noch das Becken 4a.
Alle Kais sowie die Betriebe am Molenkopf sind über die Güterverkehrsstrecken der HGK mit dem Schienennetz der Deutschen Bahn verbunden. Insgesamt verfügt der Hafen über drei Einfahrtstore für den Straßenverkehr.

## Wirtschaft

### Westkai
Am Westkai – im ersten Bauabschnitt des Hafens Köln-Niehl – findet der Umschlag der Container zwischen Schiff, Eisenbahn und Lkw statt. Das dort vorhandene Terminal für den kombinierten Ladungsverkehr, Terminal Westkai, wurde zur Jahrtausendwende gebaut. Derzeit werden dort neben Containern (TEU) auch kranbare Ladeeinheiten, wie Wechselbrücken und kranbare Sattelauflieger umgeschlagen. Als eine Besonderheit des Terminals zählt die Fußgängerbrücke, welche die Hafeneinfahrt überspannt. Diese Brücke führt direkt über das Terminal Westkai und unterteilt den Westkai somit in einen kranbaren (südlichen) Bereich und einen nicht kranbaren (nördlichen) Bereich. Der nördliche Bereich wird dabei über Reach-Staker der RheinCargo bedient.

### Lagerhauskai
Am Lagerhauskai befindet sich neben einem großen Lagerhaus der Fa. Karl Schmidt Spedition ein von der RWZ betriebenes großes Getreidesilo. Zusätzlich finden am Lagerhauskai Projektumschläge sowie GST-Umschläge (Großraum und Schwertransporte) auf der am Kopf des Kais befindlichen Freifläche statt. Auf dieser Fläche befindet sich ebenfalls ein offizieller Autoabsetzplatz für die PKW der Binnenschiffer.

### Stapelkai
Seit 1984 betreibt die CTS GmbH am Stapelkai ihr Containerterminal. CTS begann mit einer Lagerfläche von ca. 8.000 m² und einer Containerbrücke. 1991 erfolgte eine Vergrößerung der Terminalfläche um 10.000 m² und die Errichtung der Containerbrücke EK 17. Die Nordseehäfen Rotterdam und Antwerpen sind durch einen zweimal pro Woche verkehrenden Binnenschiff-Liniendienst angebunden. Die Containerbrücken bedienen die Hafenbecken 2 und 3. Am Becken 3 unterhält die Firma Neska eine Trockenumschlaganlage.

### Hansekai
Der Hansekai ist vorwiegend Standort von Speditionen, hier unterhält die RheinCargo als Betreiberin des Hafens eine eigene Trockenumschlaghalle. Am Hansekai werden drei Hafenkrane eingesetzt, wovon einer ein Hydraulikkran ist, welcher am Becken 3 hauptsächlich im Schrottumschlag eingesetzt wird.

### Molenkopf
Becken 4a wird als Liegebecken für die Fahrgastschiffe der Köln-Düsseldorfer (KD) benutzt. Die KD unterhält am Becken 4a auch ihren Instandsetzungsbetrieb für Personenschiffe. Neben dem Containerdepot am Molenkopf liegt die 1981 gegründete Niederlassung Köln-Niehl der Silospedition Schmidt aus Heilbronn. Der zentrale Standort im Chemiegürtel Köln sowie die Anbindung an die Seehäfen Antwerpen und Rotterdam bietet gute Voraussetzungen für Import- und Exportgeschäfte. Die Kölner Niederlassung hat Flächen für die Lagerung von 50.000 t verpackter Produkte sowie ein modernes Schüttgutcenter mit 128 Silos und 27.600 m³ Kapazität.
Die RheinEnergie betreibt auf der Halbinsel Am Molenkopf zwischen Becken 4 und dem Rhein das Heizkraftwerk Niehl.

## Besonderheiten des Hafens

### Fußgängerbrücke

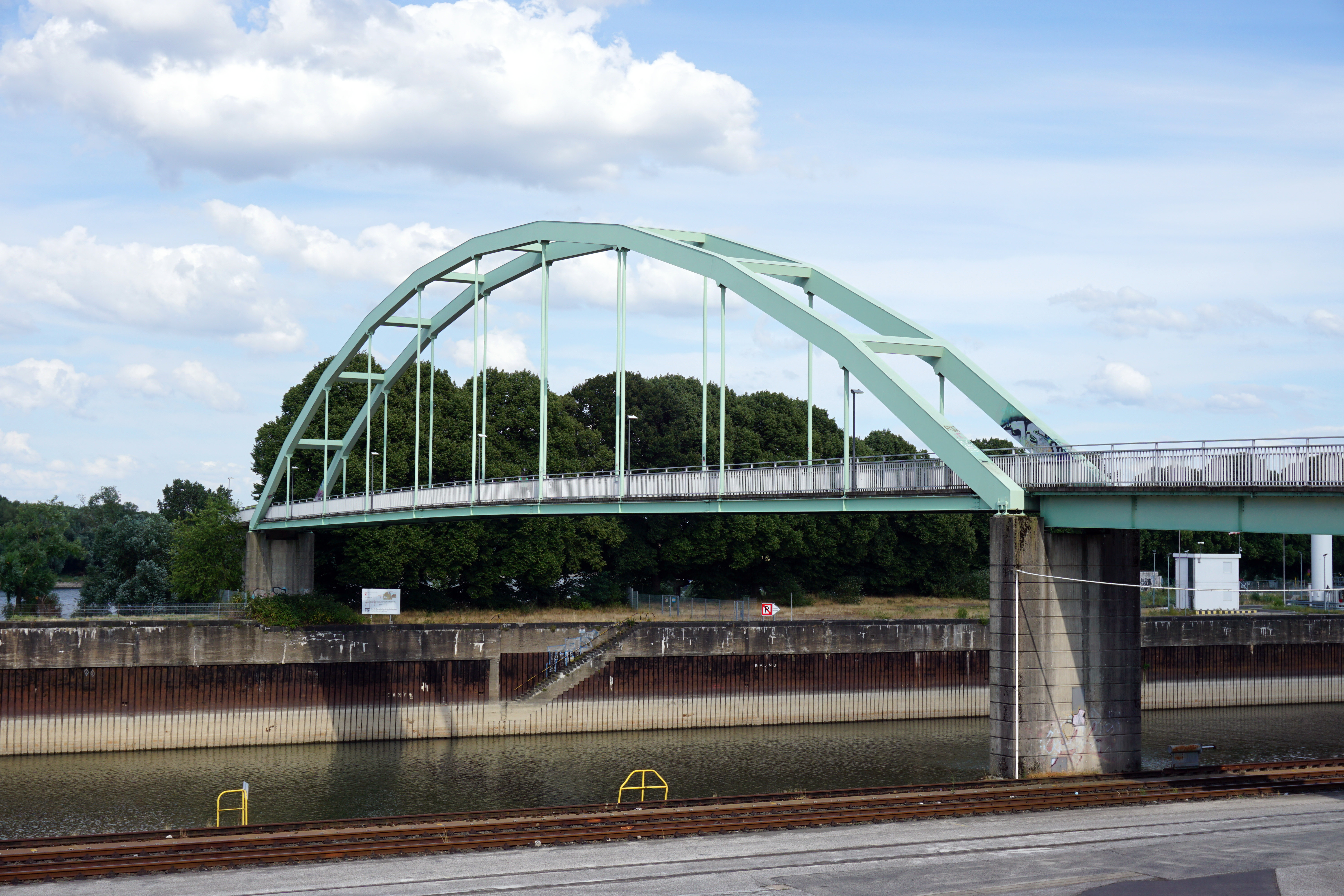
Fußgängerbrücke über der Hafeneinfahrt (2023)

Über die Hafeneinfahrt führt eine Brücke, die den Niehler Damm mit der Rheinaue Niehl verbindet. Die ca. 100 m lange Stabbogenbrücke ist für den Fuß- und Radverkehr freigegeben und wurde zwischen 1985 und 1986 errichtet. Durch einen Schiffsanprall im Oktober 2023 wurde die Brücke strukturell erheblich beschädigt und musste aufwendig saniert werden. Nachdem ursprünglich von der Notwendigkeit eines Abrisses und Neubaus ausgegangen worden war, ergab eine vertiefte gutachterliche statische Beurteilung, dass ein Austausch der beschädigten Teile als Reparatur ausreichend sei. Die im Oktober 2024 begonnenen Instandsetzungsarbeiten – erforderlich war u. a. der Einbau eines neuen Hauptlängsträgers – wurden im März 2025 abgeschlossen, sodass die Brücke nach über einjähriger Sperrung wieder für den Verkehr freigegeben ist.

### HavariePure-Liner 2
Am Hafenkopf von Becken 3 unterhielt die Firma Pure-Liner einen Liegeplatz als Hauptstandort ihrer Eventschiffe Pure-Liner 1 und 2 für das Rheinrevier; vom Niehler Hafen aus werden die gebuchten Häfen angesteuert.
Am Mittag des 25. Dezember 2018 sank dort das unbesetzte Schiff Pure-Liner 2 innerhalb von 20 Minuten. „Zuvor war bei ‚erheblicher Schräglage‘ das Wasser in [so] großen Mengen in das Schiff eingedrungen“, dass es auch von der alsbald eintreffenden Feuerwehr nicht abgepumpt werden konnte. Danach lag das Schiff im Hafenbecken auf Grund; je nach Rheinpegel ragten noch die meisten Aufbauten oder auch nur das Dach aus dem Wasser.
Am 14. Januar 2019 wurde die Pure-Liner 2 von den beiden Schwimmkränen HEBO-Lift 7 und HEBO-Lift 6 gehoben und sodann leergepumpt. Im März 2019 wurde das Schiff weggeschleppt; angesichts der Schäden im Innern ist sein weiteres Schicksal ungewiss.